# Ayo (rapper)
Ayo, pseudonimo di Ayodele Ajayi Eriksson (Nigeria, 29 settembre 1974), è un rapper nigeriano naturalizzato svedese.

## Biografia
Ayo ha fatto il suo debutto discografico con l'album in studio Föder nåt nytt (1998), classificatosi 16º nella Sverigetopplistan. Tre anni più tardi viene pubblicato il suo secondo LP, dal titolo Del 2: Uppföljaren.
Ska vi gå hem till dig... (2003), in collaborazione con le Miio, è diventata la sua prima entrata a raggiungere il podio della hit parade svedese, venendo certificata disco d'oro dalla IFPI Sverige. Ha conseguito un secondo ingresso in top ten con la hit Betongdjungelboken (1999), anch'essa disco d'oro.

## Discografia

### Album in studio
- 1998 – Föder nåt nytt
- 2001 – Del 2: Uppföljaren

### Singoli
- 1999 – Allt är till salu (con Mauro Scocco)
- 1999 – Time to Move On + Värsterort
- 1999 – Betongdjungelboken/Baitare
- 2000 – Fatta förstå (feat. Petter)
- 2000 – Gudinnor
- 2001 – Ayooo
- 2001 – Det spökar
- 2003 – Ska vi gå hem till dig... (con le Miio)